# Xã South Yocum, Quận Carroll, Arkansas
Xã South Yocum (tiếng Anh: South Yocum Township) là một xã thuộc quận Carroll, tiểu bang Arkansas, Hoa Kỳ. Năm 2010, dân số của xã này là 649 người.